# Siran (Cantal)
Siran ist eine französische Gemeinde mit 461 Einwohnern (Stand 1. Januar 2022) im Département Cantal in der Region Auvergne-Rhône-Alpes.

## Geografie
Die nächste größere Stadt ist Aurillac in dreißig Kilometern Entfernung. Siran ist die westlichste Gemeinde des Departements Cantal. Das Gemeindegebiet grenzt im Norden an das Département Corrèze und im Westen ans Département Lot.

## Sehenswürdigkeiten
- Romanische Kapelle aus dem 15. Jahrhundert
- Wandmalereien aus dem 15. und 17. Jahrhundert
- Schloss[1]

## Bevölkerungsentwicklung
| Jahr                       | 1962 | 1968 | 1975 | 1982 | 1990 | 1999 | 2007 | 2016 |
| Einwohner                  | 775  | 721  | 705  | 650  | 606  | 529  | 517  | 483  |
| Quellen: Cassini und INSEE |      |      |      |      |      |      |      |      |

## Persönlichkeiten
- Marius Maziers (1915–2008), Erzbischof von Bordeaux